# Nissan Terrano

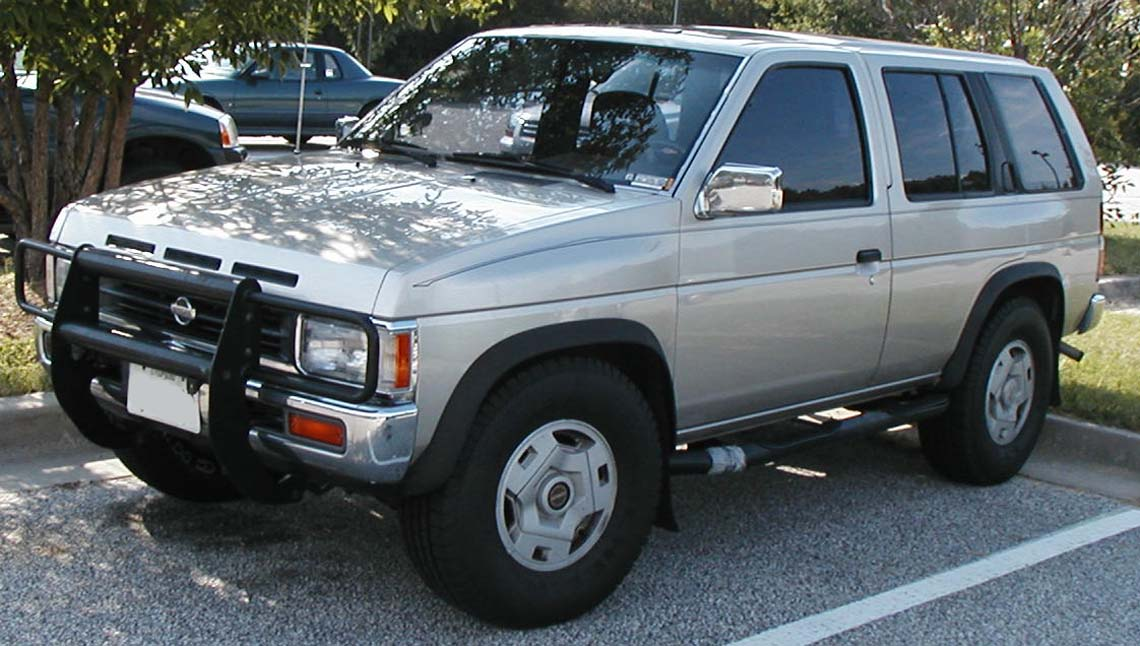
Nissan Terrano

Nissan Terrano är en japansk terrängbil av mindre modell. Den finns som 2- eller 4-dörrars. Motoralternativen är främst en turbodiesel på 2,4 och 2,7 liter, en 3,0 liters bensin-V6 samt en fyrcylindrig bensinmotor på 2,4 liter. Samtliga Nissan Terrano är fyrhjulsdrivna.